# The Secret Life of the 4 Skins
The Secret Life of the 4 Skins – Zbiór nagrań radiowych i koncertowych zespołu The 4-Skins z lat 1981–1984. Płyta wydana w 2001 roku przez firmę Captain Oi! Records.

## Lista utworów
1. Wonderful World (Radio Session)
2. Jealousy (Radio Session)
3. One Law for Them (Radio Session)
4. Evil (Radio Session)
5. Yesterday's Heroes (Radio Session)
6. Greatest 4-Skins Rip Off (Live)
7. Things Ain't Gonna Change (Live)
8. Watcha Gonna Do About It? (Live)
9. Chaos (Live)
10. Clockwork Skinhead (Live)
11. A.C.A.B. (Live)
12. Summer Holiday (Live)
13. Wonderful (World Bonus Roi! Track)
14. Evil (Bonus Roi! Track)